# YPbPr

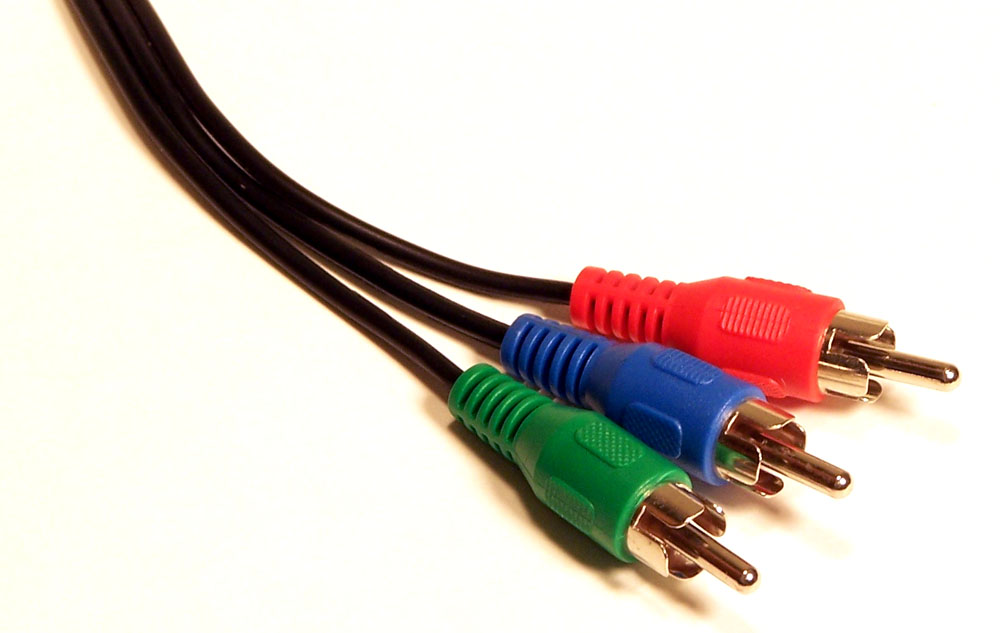
YPbPr es la señal de vídeo analógica transmitida por el cable de vídeo mostrado en la imagen. Por el cable verde se transmite la componente Y, por el azul la componente Pb y por el rojo la componente Pr.

YPbPr (también denominado "Y/Pb/Pr", "YPrPb", "PrPbY", "B-Y R-Y Y", "PbPrY" o Vídeo por componentes) es el acrónimo que designa los componentes del espacio de color RGB utilizadas en el tratamiento de la señal de vídeo; en particular, referidas a los cables componentes de vídeo. YPbPr es la versión de señal analógica del espacio de color YCbCr; ambas son numéricamente equivalentes, pero mientras que YPbPr se utiliza en electrónica analógica, YCbCr está pensada para vídeo digital.

## Obtención
YPbPr se obtiene a partir de la señal de vídeo RGB, que se divide en tres componentes: Y, Pb y Pr.

### Y
Y transporta la información de luminancia (niveles de brillo o escala de grises) y la información de color verde, solo cuando los tres cables RCA están conectados.

### Pb
Pb transporta la diferencia entre la componente azul y la de luminancia (B - Y).

### Pr
Pr transporta la diferencia entre la componente roja y la de luminancia (R - Y).